# Befolkningstillväxten i Sverige 1850–1950
Befolkningstillväxten i Sverige 1850–1950 utmärktes av stora demografiska förändringar. Befolkningen ökade drastiskt på grund av flera olika faktorer. Medellivslängden ökade från 37 till 60 år under denna period, och i genomsnitt levde kvinnorna längre än männen.

## Befolkningstillväxtens orsaker

### Barnadödligheten minskar
Allt fler människor föddes i början på 1800-talet och barnadödligheten hade minskat vilket ledde till befolkningstillväxt. Familjerna fick flera barn men på grund av den utbredda fattigdomen var det många barn som dog. Under slutet av 1800-talet och början av 1900-talet skedde det stora förändringar då fler människor överlevde och barnadödligheten gick ner. Amningen var en faktor som man kom fram till var viktig, och därför började fler mammor att amma sina barn. Utomäktenskaplig börd var en annan orsak då det blev problematiskt att försörja ett barn med dåliga ekonomiska förhållanden. Det blev mer vanligt med äktenskap och då blev det inga problem att försörja barnet. De socioekonomiska faktorerna handlar om att de är viktigt för både barnet och mamman under graviditeten och födseln att man får hjälp av utbildad personal för att barnen skulle överleva. Att leva trångbott ledde till infektionssjukdomar och därför blev det viktigt med förbättrade hygieniska och sanitära förhållanden. Det är även viktigt att föräldrar har fått en bra utbildning för att de ska kunna ha en stadig ekonomi för att kunna ta hand om ett barn. Dödligheten minskade på grund av de ovannämnda faktorerna. Det skedde även störst skillnad i städerna där man hade kommit längre i utvecklingen än på landsbygden. Under denna tid föddes det fler barn än vad som dog.

### Jordbruk

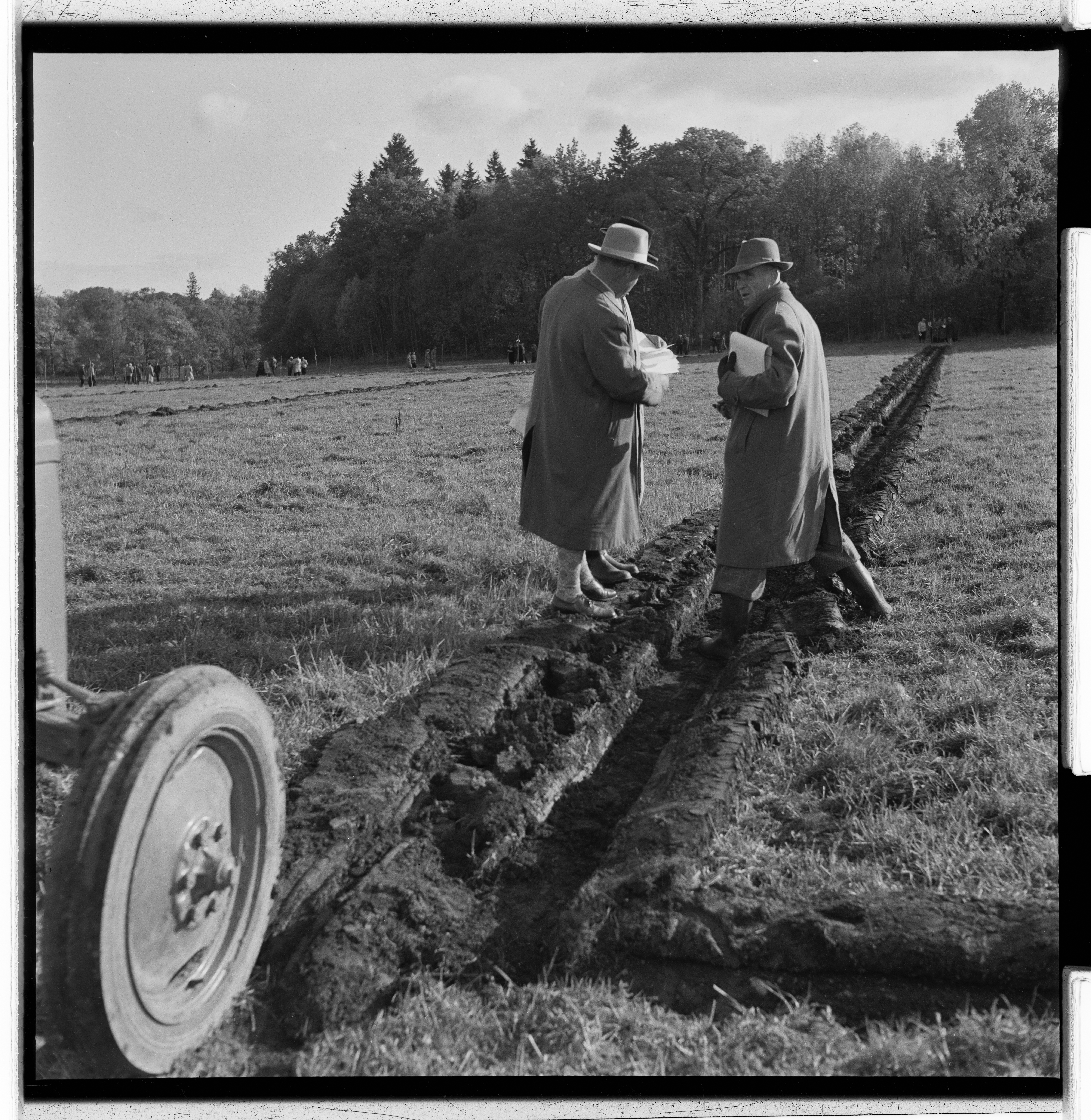
Jordbruk under 1900-talet

Jordbruket förbättrades drastiskt under 1800-talet vilket har haft stor påverkan på befolkningstillväxten i Sverige. Den agrara revolutionen i slutet av 1700-talet och början av 1800-talet ledde till en förändring av jordbrukstekniken. Innan den agrara revolutionen hade jordbruken varit utspridda i landet men senare slogs de ihop till större åkrar som ledde till urbanisering då folk istället ville bygga nya åkrar och flyttade därför in till städerna. Även arbetskraften ökade i städerna vilket ledde till effektivare jordbruk. En annan viktig faktor befolkningstillväxten var att tekniken blev bättre som gjorde skördarna mer effektiva vilket ledde till att fler personer fick mat. Potatisen kom att bli ett viktigt livsmedel under 1800-talet och gjorde att befolkningen ökade. Bönderna fick det bättre ställt på grund av dessa förändringar. Kvaliteten på maten förbättrades och skördarna blev större, det gjorde att fler människor fick mat och man kunde äta sig mätt vilket gjorde att svälten minskade. Mekanisering var en faktor som ledde till bättre produktion av varor som därav kunde ge mer och bättre mat till människorna i samhället.

### Urbanisering
Under 1800-talet skedde det en ökad urbanisering i Sverige, vilket innebar att många människor flyttade in till städerna. Industrierna utvecklades och nya fabriker byggdes i landet, framförallt i städerna. Detta gjorde att det fanns fler tillgängliga arbeten i städerna och inte på landsbygden, vilket ledde till att många människor flyttade till större städer som Stockholm. 100 000 personer arbetade inom industrin under 1850-talet och ungefär 20 år senare ökade antalet arbetare till uppemot 140 000 personer. År 1890 hade industriarbetarna ökat ännu mera, nästan till 320 000 människor. I slutet av 1800-talet skedde den största urbaniseringen i Sverige, då efterfrågan av arbetskraft ökade på grund av utvecklingen av järnvägar och elektricitet. Ökningen av stadsbor gick från omkring 900 000 människor till 1,5 miljoner. En annan viktig faktor till att befolkningen ökade i många städer under denna period berodde på att fabrikerna blev viktigare, de fanns i städerna och inte på landsbygden. 

#### Stockholm
I Stockholm låg befolkningsantalet på ungefär 90 000 invånare men åren 1850–1900 tredubblades invånarantalet till att bli 300 000. År 1950 hade Stockholm 744 431 invånare och detta medförde att Stockholm blev Sveriges folkrikaste stad.

#### Göteborg
År 1820 hade Göteborg endast 16 500 invånare och på grund av urbaniseringen ökade antalet invånare till omkring 131 000 människor år 1900. 23 000 personer dog i staden mellan åren 1901 och 1910 men det föddes ungefär dubbelt så många vilket gjorde att befolkningen ändå ökade till följd av de stora födelsetalen.

#### Malmö
Malmö blev Sveriges tredje största stad på 1870-talet. År 1850 hade Malmö 13 087 invånare och år 1950 hade de 191 785 invånare vilket visar på en stor utveckling. År 1856 öppnades Södra stambanan mellan Lund och Malmö och järnvägarna blev viktiga för Malmö och påverkade befolkningsökningen. Det blev även en arbetarstad då många flyttade in till staden för att kunna få arbete.

#### Norrköping
Norrköping blev en stad som till stor del bestod av fabriker. Där fanns ungefär 80 procent av ylleproduktionen i landet under en längre tid. Detta gjorde att staden hade många fabriksarbetare. Åren 1840–1870 var det Sveriges största stad på grund av textilfabrikerna. Pappersindustrin blev även stor i staden samt att staden blev en viktig för handel och sjöfart. 1850 bodde det ungefär 16 900 i staden och hundra år senare, 1950, hade befolkningen ökat till drygt 96 500 invånare. Denna massiva befolkningsökning var en konsekvens av stadens alla fabriker.

#### Uppsala
Befolkningen växte i Uppsala och från 1850–1950 ökade antalet invånare från ungefär 8000 till 65 000.

#### Sundsvall
På grund av träindustrins framväxt i Sundsvall valde många människor att flytta till staden för att det fanns många arbetstillfällen. Många arbetare flyttade till Sköns församling.

### Emigration

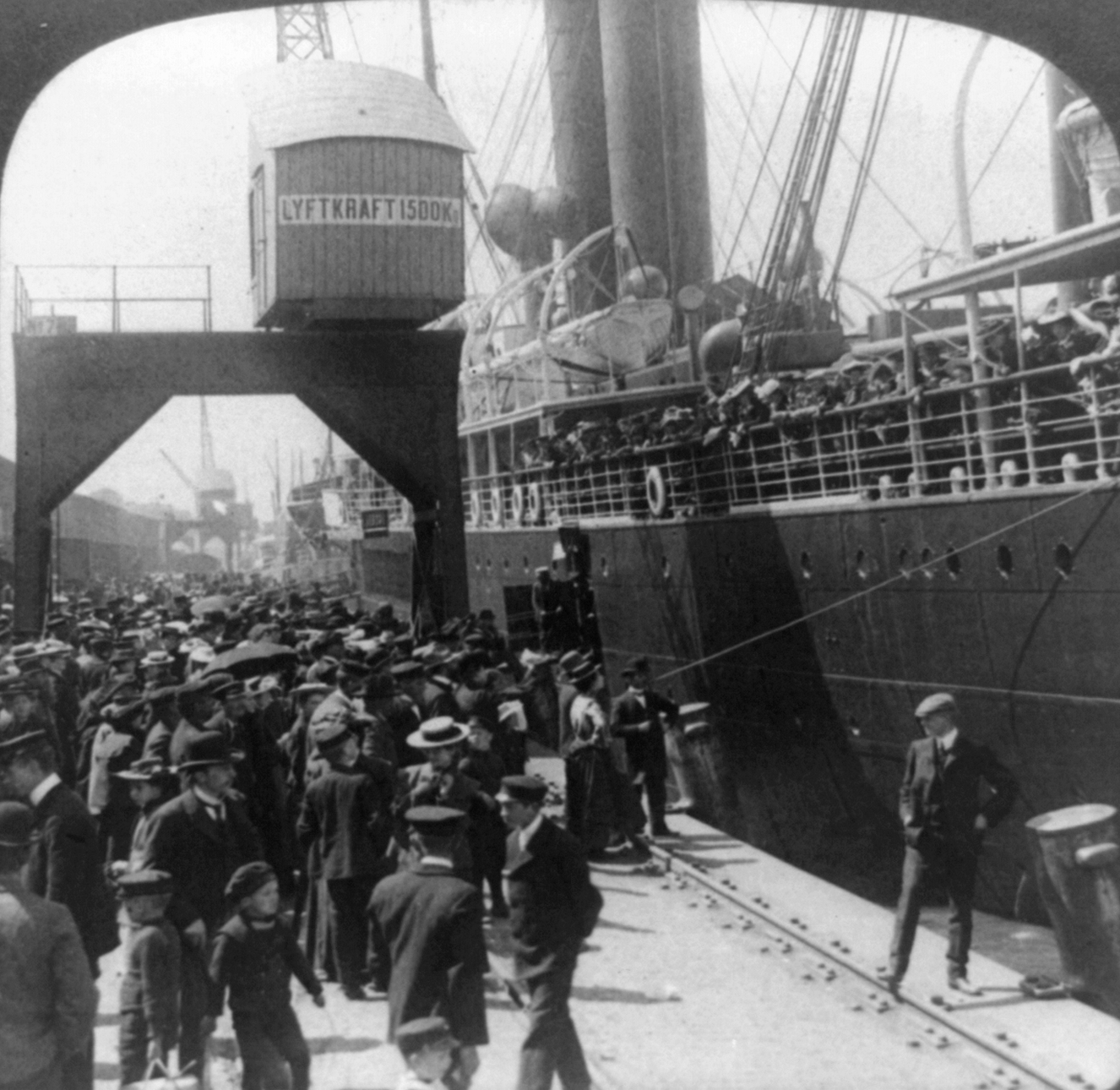
Emigration från Sverige till Amerika

Fler människor började emigrera från Sverige under slutet av 1800-talet och början av 1900-talet till andra länder för att arbeta där, ungefär 1,5 miljoner människor flyttade därför från Sverige under den här perioden och det var nästan en femtedel av den svenska befolkningen. De flesta emigranterna flyttade till Nordamerika, USA. Chicago blev den stad efter Stockholm där flest svenskar bodde. Många flyttade på grund av den försämrade ekonomin i Sverige under denna tid, men även av orsaker som religiös frihet, jämlikhet och att man såg det som ett äventyr att flytta. I Sverige stannade de äldre och de sjuka kvar, det var de unga som flyttade, vilket blev tuffare för Sverige då arbetskraften inte var lika stor längre. De som emigrerade trodde att de skulle få ett bättre liv någon annanstans än i Sverige. De fattiga hade det svårt att komma högre upp i det svenska klassamhället. Folk ansåg att det var lättare att leva ett mer jämställt och fritt liv i USA då de inte hade samma värderingar på samhället i Sverige. Låga löner och dåliga arbetsförhållanden i Sverige gjorde att man ville börja om på nytt i ett annat land. I början av utvandringen var det främst familjer och deras släktingar som åkte till Nordamerika, men efter ett tag blev det allt fler enskilda personer som åkte. Män var den största andelen, men senare kom det att bli allt fler kvinnor också.
Sverige började oroa sig över den stora emigrationen. Under 1920-talet blev Sverige rikare och emigrationen började då att minska vilket ledde till att ungefär 20 procent av de som hade emigrerat började återvända till Sverige på grund av de förbättrade arbetsvillkoren och samhällets sociala skyddsnät. 1907 tillsattes emigrationsutredningen som skulle försöka få de personer som varit delaktiga i emigrationen från Sverige till Nordamerika att återvända till Sverige. Utredningen pågick fram till 1913 och leddes av statistikern Gustav Sundbärg som tilldelades arbetet efter ett riksdagsbeslut.

### Vetenskaplig revolution

#### Vaccin
Smittkoppor var en sjukdom som många människor i världen drabbades av. Sjukdomen pågick under en längre tid i världen och många människor dog. Under 1700-talet fortsatte smittkoppor att drabba många människor och i Europa dog ungefär 60 miljoner människor, en stor del av dessa var barn. Sjukdomen ledde även till att många fick bestående problem, som att människor blev blinda eller döva. År 1796 togs det första smittkoppsvaccinet fram av den engelska läkaren Edward Jenner. Smittkoppsvaccinet kom till Sverige 1801 och 1816 blev det obligatoriskt att vaccinera alla barn för sjukdomen. Detta gjorde att färre människor dog vilket ledde till en ökad befolkningstillväxt i Sverige under denna period.

#### Sjukvårdens framsteg
Sjukvården blev även bättre under slutet av 1800-talet och början av 1900-talet vilket var en annan viktig faktor som ledde till ökad livslängd. Man fick även mer kunskap om vad som orsakar olika sjukdomar samt deras behandling vilket gjorde att man kunde rädda fler liv. Mer kunskap om människokroppen och hur virus och bakterier fungerar blev en viktig del under 1800-talet. När operationer genomfördes före 1840 fanns det inga bedövningsmedel men under 1840-talet kom det bedövningsmedel som blev en viktig del i alla operationer. Däremot gjorde detta bedövningsmedel att det blev större risk att få en infektion under operationerna, men under 1860-talet kom man fram till att läkarna som genomförde operationerna skulle tvätta händerna och detta ledde till förbättring. Den tyske forskaren Konrad Röntgen provade att använda strålar för att se in i människokroppen 1895 och sedan dess är röntgen flitigt använt. Kunskapen om blodgrupper i början av 1900-talet gjorde även operationerna säkrare.

### Freden under 1800-talet
Sverige var inte med i några stora krig under 1800-talet vilket är en annan bidragande faktor till befolkningstillväxten under 1800-talet. Sverige slöt även fred med Danmark år 1814 som innebar att Norge blev ett kungarike förenat med Sverige. Mellan Franska revolutionen 1789 och Första världskriget 1914 var Sverige inte indraget i några stora krig. Därför kan 1800-talet kallas för det långa 1800-talet på grund av freden under denna period.